# Brjuchowezkaja
Brjuchowezkaja (russisch Брюхове́цкая) ist eine Staniza in der Region Krasnodar (Russland) mit 22.139 Einwohnern (Stand 14. Oktober 2010).

## Geographie
Die Staniza liegt im nördlichen Zentralteil des Kuban-Gebietes, etwa 80 km Luftlinie nördlich des Regionsverwaltungszentrums Krasnodar, an der Mündung des Linken Beissuschok (Beissuschok Lewy) in den Beissug. Jenseits des Beissug schließt sich unmittelbar die Staniza Perejaslowskaja mit 8433 Einwohnern (2002) an.
Brjuchowezkaja ist Verwaltungszentrum des gleichnamigen Rajons Brjuchowezkaja. Zur Landgemeinde Brjuchowezkaja gehören neben der Staniza zwölf umliegende kleinere Dörfer.

## Geschichte
Eine Staniza namens Brjuchowezkaja wurde 1794 als eine der ersten 40 Kosakensiedlungen im Kubangebiet am Flüsschen Albaschi gegründet. Ihren Namen erhielt sie zur Erinnerung an den 1659 gewählten Ataman und späteren Hetman der Saporoger Kosaken Iwan Brjuchowezki. Sie wurde zweimal verlegt und befindet sich seit 1803 an der heutigen Stelle.
1847 wurde eine Ziegelei eröffnet, 1849 und 1908 Kirchen fertiggestellt. 1904 wurde der Beissug zwischen den Stanizen Brjuchowezkaja und Perejaslowskaja durch einen Damm reguliert. 1916 eröffnete ein Gymnasium. Im Rahmen einer Verwaltungsreform wurde Brjuchowezkaja am 2. Juni 1924 Verwaltungszentrum eines neu gegründeten Rajons.

### Bevölkerungsentwicklung
| Jahr | Einwohner |
| ---- | --------- |
| 1917 | 11.126    |
| 1939 | 12.015    |
| 1959 | 14.254    |
| 1970 | 17.136    |
| 1979 | 18.891    |
| 1989 | 21.518    |
| 2002 | 22.024    |
| 2010 | 22.139    |

Anmerkung: ab 1939 Volkszählungsdaten

## Kultur und Sehenswürdigkeiten
Seit 1994 besitzt die Staniza ein Historisches und Heimatmuseum des Rajons.

## Wirtschaft und Infrastruktur
In Brjuchowezkaja als Zentrum eines Landwirtschaftsgebietes mit vorwiegendem Anbau von Getreide und technischen Kulturen sowie Schweinehaltung gibt es Betriebe der Lebensmittel- und Leichtindustrie.
Brjuchowezkaja liegt an der von der Nordkaukasische Eisenbahn Eisenbahnstrecke Rostow am Don–Krasnodar (Streckenkilometer 1535 ab Moskau), die auf dem Abschnitt Starominskaja–Timaschewskaja, an dem auch sie Staniza liegt, 1915 als Nebenstrecke eröffnet wurde. 1964 wurde die Strecke mit Inbetriebnahme des Lückenschlusses Bataisk–Starominskaja Teil der kürzeren Direktverbindung und Hauptstrecke von Norden nach Krasnodar und weiter zu den Kurorten an der Schwarzmeerküste. Die Strecke wurde 1972 elektrifiziert. Am Ort führt auf einer östlichen Umgehung auch die Regionalstraße R268 von Bataisk nach Krasnodar vorbei.

## Söhne und Töchter der Staniza
- Fjodor Derkatsch (1911–1944), Soldat im Zweiten Weltkrieg, Held der Sowjetunion
- Wiktor Melantjew (* 1986), Kanute
- Wladimir Fedossenko (* 1990), Kanute,[5] Weltmeister 2011
- Anton Sekret (* 1992), Fußballspieler[6]